# Sławomir Zieliński (dziennikarz)
Sławomir Lech Zieliński (ur. 2 listopada 1955 w Suchedniowie) – polski dziennikarz radiowy i telewizyjny, prezenter, menedżer mediów, wieloletni dyrektor zespołów dziennikarskich.

## Życiorys
W latach 1970–1974 uczęszczał do V Liceum Ogólnokształcącego im. ks. Piotra Ściegiennego w Kielcach, a następnie w latach 1974–1980 studiował na Wydziale Górniczym Politechniki Wrocławskiej, uzyskując dyplom magistra inżyniera. W czasie studiów był szefem programowym studenckiego Radia Politechniki Wrocławskiej „FOSA-64”, współpracował w tym czasie z Polskim Radiem i Telewizją Polską. W 1979 był laureatem I nagrody w ogólnopolskim Konkursie „Czerwonej Róży”, w kategorii najlepszy dziennikarz studencki.
Po ukończeniu studiów, w latach 1980–1982 był dziennikarzem w Naczelnej Redakcji Programów dla Dzieci i Młodzieży Polskiego Radia. Pracował w zespole Andrzeja Turskiego. Był prezenterem codziennej audycji Radiokurier oraz autorem reportaży w programie Wita Was Polska.
W 1982 został zastępcą dyrektora – zastępcą redaktora naczelnego Programu III Polskiego Radia, którym był przez siedem lat. Odpowiadał za serwisy informacyjne i codzienny program Zapraszamy do Trójki. Przygotował i poprowadził ponad tysiąc wydań tej audycji. Podczas podróży Jana Pawła II do Polski w 1983 przekazywał, aby w relacjach nie używać określeń „Ojciec Święty” i „pielgrzymka”, a zamiast tego mówić „papież” oraz „wizyta”.
Był członkiem Socjalistycznego Związku Studentów Polskich i Polskiej Zjednoczonej Partii Robotniczej. 
W tym czasie współpracował także z TVP, prowadząc m.in. Telewizyjny Kurier Warszawski. W 1989 Sławomir Zieliński przeniósł się z Polskiego Radia do TVP. Został szefem redakcji Teleexpressu w randze zastępcy dyrektora – zastępcy redaktora naczelnego Dyrekcji Programów Informacyjnych TVP. W 1991 został dyrektorem – redaktorem naczelnym Dyrekcji Programów Informacyjnych TVP. Był też szefem Wiadomości. Od końca 1991 do 1994 pracował jako starszy publicysta w Redakcji Panoramy, głównego programu informacyjnego TVP2. W latach 1994–1996 był zastępcą kierownika Redakcji Panoramy, a także prezenterem Panoramy Gospodarczej.
W listopadzie 1995 jako dziennikarz brał udział w debatach telewizyjnych kandydatów na Prezydenta RP Aleksandra Kwaśniewskiego i Lecha Wałęsy. W latach 1996–1998 był kierownikiem redakcji Panoramy, prezenterem i wydawcą głównego wydania. W latach 1998–2004 był dyrektorem Programu 1 Telewizji Polskiej. Był pomysłodawcą szeregu programów i karier dziennikarskich, m.in. plebiscytu Superjedynek. Odpowiadał za medialne przygotowanie czternastu edycji Krajowego Festiwalu Piosenki Polskiej w Opolu i Sopot Festival.
W latach 2004–2006 pracował jako kierownik Redakcji Filmowej TVP3. W latach 2007–2009 był dyrektorem programowym TVS „Silesia”, twórcą koncepcji programowej i pierwszego zespołu dziennikarskiego tej stacji. 12 lipca 2011 zarząd Telewizji Polskiej powołał go na zastępcę dyrektora TVP Polonia. W 2013 został powołany na stanowisko dyrektora Biura Koordynacji Programowej TVP. Funkcję tę pełnił do połowy lutego 2016.
W tym czasie przewodniczył Kolegium Filmowemu TVP, które decydowało o udziale telewizji w produkcjach polskich filmów fabularnych, również koordynowało politykę serialową. Zajmował się kontaktami z Polskim Instytutem Sztuki Filmowej.
Był przewodniczącym Komisji Wyborczych TVP w wyborach: do Parlamentu Europejskiego, samorządowych, prezydenckich, parlamentarnych.
Przyjaźnił się z ludźmi lewicy, m.in. Jolantą i Aleksandrem Kwaśniewskimi, Markiem Ungierem, Leszkiem Millerem. W telewizji ludzie postrzegali go jako obrońcę interesów lewicy.
Pracę w TVP zakończył 30 września 2016, po przejęciu kontroli nad telewizją przez rządzącą partię PiS. Od listopada 2019 do września 2021 był związany zawodowo z Warszawskim Uniwersytetem Medycznym, kolejno jako główny specjalista-koordynator ds. komunikacji medialnej (od 25 listopada 2019 do 10 lutego 2020), dyrektor Biura Prasowego (od 11 lutego do 4 listopada 2020) oraz główny specjalista w Biurze Rzecznika Prasowego WUM (do 27 września 2021).

## Odznaczenia i wyróżnienia
- Krzyż Kawalerski Orderu Odrodzenia Polski „w uznaniu wybitnych zasług dla rozwoju Telewizji Polskiej” (18 października 2002)[7][8]
- Order św. Marii Magdaleny II stopnia
- Odznaka honorowa „Zasłużony dla Kultury Polskiej”
- Złoty Medal „Za Zasługi dla Policji”
- Srebrny Medal „Za Zasługi dla Obronności Kraju”
- Brązowy Medal „Za Zasługi dla Pożarnictwa”
- Człowiek Roku 2015 w plebiscycie gazety Echo Dnia w kategorii „Ambasador Regionu” (2016)